# Пярнуська область
Пя́рнуська о́бласть (ест. Pärnu oblast, рос. Пярнуская область) — адміністративно-територіальна одиниця Естонської РСР з 10 травня 1952 до 28 квітня 1953 року.

## Географічні дані
Пярнуська область розташовувалася в південно-західній частині Естонії, примикаючи до Ризької затоки і включаючи найбільші естонські острови Сааремаа, Гійумаа, Муху та Вормсі.
Площа області складала 16330 км2.
Адміністративний центр — місто Пярну.

## Історія

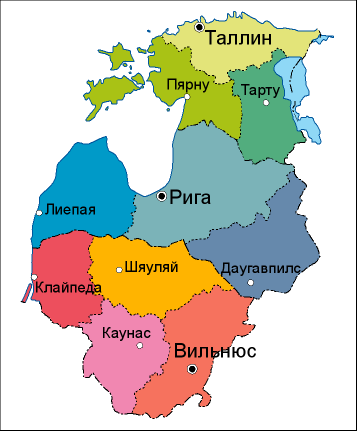
Обласний поділ радянських республік Прибалтики

3 травня 1952 року Президія Верховної Ради Естонської РСР видала Указ про поділ республіки на три області: Пярнуську, Талліннську й Тартуську. 10 травня 1952 року це рішення затвердила Президія Верховної Ради СРСР.
Рік потому експеримент із запровадження обласного поділу був визнаний невдалим. 25 квітня 1953 року вирішено області в Естонській РСР скасувати і відновити систему республіканського підпорядкування районів і міст. 28 квітня 1953 року представлення Президії Верховної Ради Естонської РСР про скасування областей затвердила Президія Верховної Ради СРСР.

## Адміністративний устрій
До складу області входили місто обласного підпорядкування Пярну та 14 сільських районів.
| - Аб'яський - Вільяндіський - Вяндраський - Кілінґі-Ниммеський - Кінгісеппський | - Лігуласький - Мяр'ямаський - Оріссаареський - Пярнуський - Пярну-Яаґупіський | - Сууре-Яаніський - Тирваський - Гаапсалуський - Гійумаський |

## Керівництво області
Перший секретар обласного комітету КП(б)Е — КПЕ
- 1952—1953  Мерімаа Отто Оттович (Otto Otto p. Merimaa), одночасно член виконкому Пярнуської обласної Ради депутатів трудящих.[6][7]

Голова виконкому обласної Ради депутатів трудящих
- 17.06.1952—1953  Нінепу Ріхард Мартинович (Richard Martini p. Niinepuu)[7][8]